# Opel Corsa Moon
 (octobre 2024).

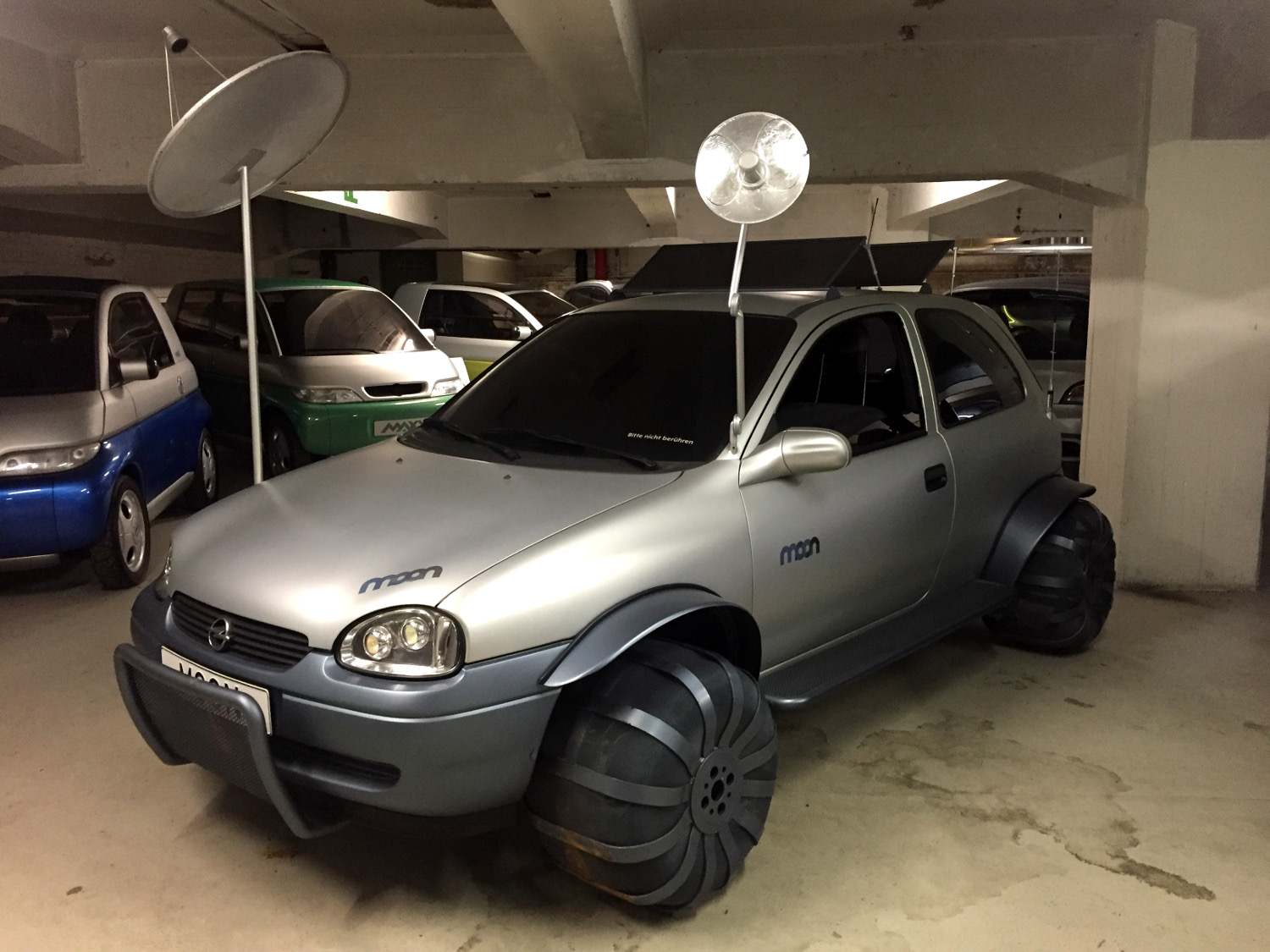
L’Opel Corsa Moon

L’Opel Corsa Moon était une étude de conception de l’Opel Corsa B sans ambition de production en série. La voiture a été présentée en 1997 dans le cadre de la présentation du lifting de l’Opel Corsa aux Îles Canaries.

## Objectif de l’étude Corsa «Moon»
L’Opel Corsa Moon a été conçue uniquement en tant que «show car». Le but était de représenter visuellement la «progressivité de la gamme» auprès de la presse. À cet effet, la voiture a reçu des pièces supplémentaires d’aspect futuriste, notamment deux antennes paraboliques, des cellules photovoltaïques et des « pneus lunaires » caractéristiques en treillis d’acier. Les roues élaborées étaient ce qui attirait le plus les regards sur la Moon, qui était également équipée de passages de roues élargis et d’un pare-chocs supplémentaire en tube d’acier.
Tout à l’intérieur est resté pareil, y compris l’équipement normal de la version Swing, dans laquelle les sièges étaient recouverts de matériau gris titane appelé Circus.
Aujourd’hui, la pièce unique est en bon état dans la collection de l’usine Opel de Rüsselsheim am Main et elle est parfois présentée lors d’expositions.

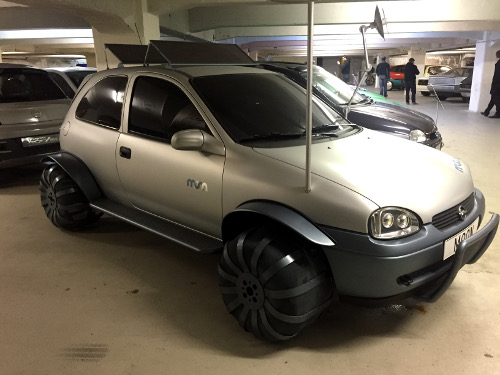
Vue latérale
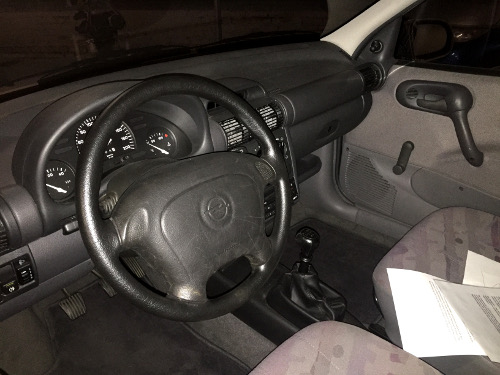
Intérieur de la Corsa Moon
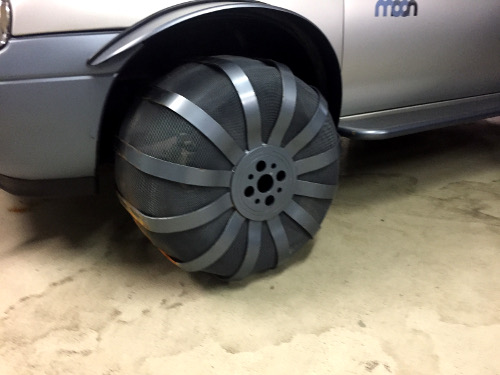
Les «pneus lunaires»
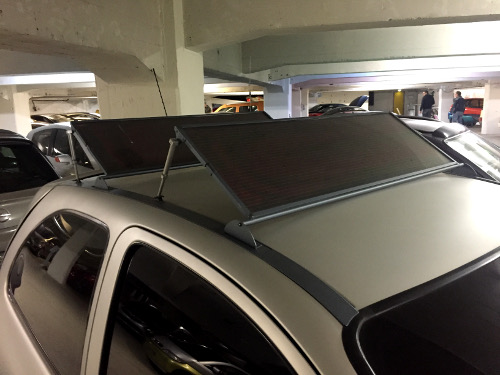
Toit avec cellules solaires